# Abd-Al·lah ibn Muàwiya
Abd-Al·lah ibn Muàwiya, de nom complet Abd-Al·lah ibn Muàwiya ibn Abd-Al·lah ibn Jàfar ibn Abi-Tàlib, fou un noble haiximita que dirigí una revolució talibita (alides) a l'Iran occidental (744-747).
Era descendent de Jàfar ibn Abi-Tàlib i net d'Abd-Al·lah ibn Jàfar, un cortesà que va caure en desgràcia sota el califa Abd-al-Màlik ibn Marwan i va morir de manera estranya el 700 a Medina. Fou imam alida després de la mort d'Abu-Hàixim, net d'Alí ibn Abi-Tàlib, quan va esclatar la lluita per la seva successió. Fou proclamat imam Abd-Al·lah ibn Amr al-Kindí, però no va ser un bon dirigent i llavors fou proclamat Abd-Al·lah ibn Muàwiya, besnet de Jàfar (el germà d'Alí ibn Abi-Tàlib).
Gaudia de considerable reputació com a poeta. A la mort del califa Yazid III (setembre del 744) el governador d'Iraq va rebre notícies que havia estat proclamat el seu germà Ibrahim ibn al-Walid i li va donar suport; però llavors es va saber que el general i príncep omeia Marwan (futur Marwan II) exclòs de la successió pel seu naixement, s'havia revoltat; això va portar confusió. Abd-Al·lah ibn Muàwiya fou posat sota residència vigilada pel governador.
El xiïtes de Kufa, que el 740 havien estat derrotats en intentar proclamar a Zayid ibn Ali, van aprofitar l'ocasió i van proclamar a Abd-Al·lah ibn Muàwiya, i aquest es va unir als revoltats (octubre o novembre del 744) altres el van seguir en altres llocs, especialment molts. Se li van unir nombrosos grups com els zaidites (zaydiya) de Kufa, els yamani d'Aràbia del sud i diverses faccions de la tribu dels rabia, a més dels kharigites; només alguns líders alides a títol individual es van separar de la revolta.
El governador de l'Iraq, Abd-Al·lah ibn Úmar ibn Abd-al-Aziz va atacar Kufa. Abd-Al·lah ibn Muàwiya va sortir de Kufa contra Abd-al-Aziz que era a Hira però els rebels, tot i ser més nombrosos, foren derrotats; llavors es va refugiar primer al castell de Kufa i després a al-Madain. i els revoltats van fugir; només els zaidites que es trobaven a la ciutat van resistir, fins que Abd-Al·lah va poder fugir cap a Madain i cap a la Mèdia. Allí se li van unir molts partidaris i va poder ocupar diversos punts de Pèrsia, entre ells Esfahan, i va dominar bona part de Pèrsia, Ahwaz, Fars i Kirman. Els kharigites que havien lluitat contra Marwan II es van retirar als dominis d'Abd-Al·lah ibn Muàwiya, i el general Amir ben Dubara, enviat per Marwan II contra ells, els va perseguir a Pèrsia i va dominar els territoris revoltats sota control d'Abd-Al·lah en poc temps fins que el 129 de l'hègira (746-747) l'imam fou derrotat a Marw al-Xadhan i va haver de fugir a Khurasan on Abu-Múslim, el governador, el va fer executar. Els seus partidaris es van dividir entre els Djanahiyya (que deien que era viu i reapareixeria) i els Harithites (que deien que el seu esperit s'havia encarnat en Ishak ben Zayd ben al-Harith al-Ansari).
Amb nous reforços reclutats a Kufa i partidaris d'altres llocs, Abd-Al·lah ibn Muàwiya es va dirigir a l'est cap al Jibal i Fars i l'any 745 aquestes regions van quedar sota el seu control (Hamadan, Hulwand, Kumis, Damghan, Rayy, Esfahan, Siraz. Kumm i Kirman). A Esfahan primer i després (746) a Estakr (quan fou ocupada per un dels seus comandants) va establir una cort on va recaptar taxes i va nomenar governadors.
Aviat fou atacat pel general califal Amir ibn Zubara enviat per Ibn Hubayra, el nou governador d'Iraq. Una batalla es va lliurar a un lloc anomenat Marv al-Shadan, de situació desconeguda, i els rebels foren derrotats de manera decisiva; els principals caps van fugir cap al Sind, Oman o Egipte. Abd-Al·lah ibn Muàwiya es va dirigir a Siraz i d'allí va agafar el camí al Khurasan seguit d'Ibn Zubara fins a Djiruft al Kirman.
Finalment va arribar a Herat amb molt pocs seguidors i fou agafat pel governador i empresonat. La seva apel·lació fou desestimada uns mesos després per Abu-Múslim que havia assolit el poder a la província i el considerava un potencial enemic, i fou assassinat a la presó.